# Superliga de Colombia 2022
La Superliga de Colombia 2022 (oficialmente y por motivos de patrocinio, Superliga BetPlay Dimayor 2022) fue la undécima edición (11.ª) del torneo oficial de fútbol colombiano que enfrenta a los campeones de la temporada 2021 del fútbol colombiano en la Categoría Primera A, en este caso se enfrentaron el Deportes Tolima campeón del Torneo Apertura 2021 y el Deportivo Cali, campeón del Torneo Finalización 2021.
La Superliga de Colombia se disputa a dos enfrentamientos directos de ida y vuelta, entre los dos campeones de los torneos de liga organizados en el año inmediatamente anterior (en el sistema de liga colombiano existen dos campeones por año). El equipo que haya obtenido la mejor ubicación en la tabla de reclasificación de la temporada anterior juega el partido de ida como visitante y el encuentro de vuelta en condición de local. En caso de que ambos equipos terminen con la misma cantidad de puntos al término de los dos partidos de la serie, el desempate se hace mediante la diferencia de goles, siendo campeón el de mejor diferencia. Si el empate persiste, el campeón se define mediante los tiros desde el punto penal.
Deportes Tolima ganó su primer título de Superliga, al vencer al Deportivo Cali por un marcador global de 2:1 luego de un empate a un gol en el partido de ida jugado en Palmira y un triunfo por un gol a cero en el partido de vuelta jugado en Ibagué.

## Llave
|                     | vs. |                      |
| ------------------- | --- | -------------------- |
| Deportes Tolima 1 2 | vs. | Deportivo Cali 1 0 1 |

## Participantes
|   | Equipo          | Vía de clasificación                                   | Fecha de clasificación  | Participaciones | Última participación | Mejor desempeño  |
| - | --------------- | ------------------------------------------------------ | ----------------------- | --------------- | -------------------- | ---------------- |
| 1 | Deportes Tolima | Campeón Torneo Apertura 2021 (3.º título de Liga)      | 20 de junio de 2021     | 2               | 2019                 | Subcampeón 2019. |
| 2 | Deportivo Cali  | Campeón Torneo Finalización 2021 (10.º título de Liga) | 22 de diciembre de 2021 | 3               | 2016                 | Campeón 2014.    |

## Sedes
| Ibagué                      | Palmira                |
| --------------------------- | ---------------------- |
| Estadio Manuel Murillo Toro | Estadio Deportivo Cali |
| Capacidad: 28 179           | Capacidad: 42 000      |
|                             |                        |

## Partidos

### Partido de ida
| 12    | POR   | Guillermo de Amores |     |
| 17    | DEF   | Aldair Gutiérrez    |     |
| 3     | DEF   | Guillermo Burdisso  |     |
| 2     | DEF   | Jorge Marsiglia     |     |
| 32    | DEF   | Christian Mafla     |     |
| 24    | MED   | Carlos Robles       |     |
| 8     | MED   | Sebastián Leyton    | 85' |
| 70    | MED   | Jhon Vásquez        | 75' |
| 29    | MED   | Teófilo Gutiérrez   |     |
| 21    | MED   | Kevin Velasco       |     |
| 9     | DEL   | Ángelo Rodríguez    | 90' |
| D. T. | D. T. | Rafael Dudamel      |     |

| 1     | POR   | William Cuesta     |     |
| 13    | DEF   | Juan Camilo Angulo |     |
| 3     | DEF   | Julián Quiñones    |     |
| 5     | DEF   | José Moya          |     |
| 20    | DEF   | Junior Hernández   |     |
| 6     | MED   | Brayan Rovira      |     |
| 14    | MED   | Juan David Ríos    |     |
| 28    | MED   | Luis Miranda       | 45' |
| 10    | MED   | Daniel Cataño      | 66' |
| 21    | MED   | Andrés Ibargüen    |     |
| 27    | DEL   | Gustavo Ramírez    | 78' |
| D. T. | D. T. | Hernán Torres      |     |

| 13 | MED | Santiago Mosquera | 75' |
| 5  | MED | Andrés Balanta    | 85' |
| 19 | DEL | Carlos Lucumí     | 90' |

| 11 | MED | Anderson Plata | 45' |
| 33 | DEL | Jeison Lucumí  | 66' |
| 17 | DEL | Michael Rangel | 78' |

| 33' | Carlos Robles | 1:0 |

| 67' | Andrés Ibargüen | 1:1 |

| 23' · 30' · 78' · 87' · 89' | Jhon Vásquez Ángelo Rodríguez Kevin Velasco Carlos Robles Teófilo Gutiérrez |

| 6' · 23' · 63' · 63' · 76' | Daniel Cataño Gustavo Ramírez Juan David Ríos Andrés Ibargüen José Moya |

| Principal  | Bismarks Santiago |
| Asistentes | John Gallego      |
|            | Diego Flechas     |
| Cuarto     | Jorge Duarte      |

| VAR            | John Perdomo   |
| Asistentes VAR | Mauricio Pérez |

|  |                    |        |        |
|  | Tiros              | 13     | 8      |
|  | Tiros a puerta     | 2      | 3      |
|  | Faltas             | 18     | 11     |
|  | Saques de esquina  | 4      | 6      |
|  | Fueras de juego    | 0      | 1      |
|  | Posesión del balón | 36,3 % | 63,7 % |

| 12    | POR   | Guillermo de Amores |     |
| 17    | DEF   | Aldair Gutiérrez    |     |
| 3     | DEF   | Guillermo Burdisso  |     |
| 2     | DEF   | Jorge Marsiglia     |     |
| 32    | DEF   | Christian Mafla     |     |
| 24    | MED   | Carlos Robles       |     |
| 8     | MED   | Sebastián Leyton    | 85' |
| 70    | MED   | Jhon Vásquez        | 75' |
| 29    | MED   | Teófilo Gutiérrez   |     |
| 21    | MED   | Kevin Velasco       |     |
| 9     | DEL   | Ángelo Rodríguez    | 90' |
| D. T. | D. T. | Rafael Dudamel      |     |

| 1     | POR   | William Cuesta     |     |
| 13    | DEF   | Juan Camilo Angulo |     |
| 3     | DEF   | Julián Quiñones    |     |
| 5     | DEF   | José Moya          |     |
| 20    | DEF   | Junior Hernández   |     |
| 6     | MED   | Brayan Rovira      |     |
| 14    | MED   | Juan David Ríos    |     |
| 28    | MED   | Luis Miranda       | 45' |
| 10    | MED   | Daniel Cataño      | 66' |
| 21    | MED   | Andrés Ibargüen    |     |
| 27    | DEL   | Gustavo Ramírez    | 78' |
| D. T. | D. T. | Hernán Torres      |     |

| 13 | MED | Santiago Mosquera | 75' |
| 5  | MED | Andrés Balanta    | 85' |
| 19 | DEL | Carlos Lucumí     | 90' |

| 11 | MED | Anderson Plata | 45' |
| 33 | DEL | Jeison Lucumí  | 66' |
| 17 | DEL | Michael Rangel | 78' |

| 33' | Carlos Robles | 1:0 |

| 67' | Andrés Ibargüen | 1:1 |

| 23' · 30' · 78' · 87' · 89' | Jhon Vásquez Ángelo Rodríguez Kevin Velasco Carlos Robles Teófilo Gutiérrez |

| 6' · 23' · 63' · 63' · 76' | Daniel Cataño Gustavo Ramírez Juan David Ríos Andrés Ibargüen José Moya |

| Principal  | Bismarks Santiago |
| Asistentes | John Gallego      |
|            | Diego Flechas     |
| Cuarto     | Jorge Duarte      |

| VAR            | John Perdomo   |
| Asistentes VAR | Mauricio Pérez |

|  |                    |        |        |
|  | Tiros              | 13     | 8      |
|  | Tiros a puerta     | 2      | 3      |
|  | Faltas             | 18     | 11     |
|  | Saques de esquina  | 4      | 6      |
|  | Fueras de juego    | 0      | 1      |
|  | Posesión del balón | 36,3 % | 63,7 % |

| 12    | POR   | Guillermo de Amores |     |
| 17    | DEF   | Aldair Gutiérrez    |     |
| 3     | DEF   | Guillermo Burdisso  |     |
| 2     | DEF   | Jorge Marsiglia     |     |
| 32    | DEF   | Christian Mafla     |     |
| 24    | MED   | Carlos Robles       |     |
| 8     | MED   | Sebastián Leyton    | 85' |
| 70    | MED   | Jhon Vásquez        | 75' |
| 29    | MED   | Teófilo Gutiérrez   |     |
| 21    | MED   | Kevin Velasco       |     |
| 9     | DEL   | Ángelo Rodríguez    | 90' |
| D. T. | D. T. | Rafael Dudamel      |     |

| 1     | POR   | William Cuesta     |     |
| 13    | DEF   | Juan Camilo Angulo |     |
| 3     | DEF   | Julián Quiñones    |     |
| 5     | DEF   | José Moya          |     |
| 20    | DEF   | Junior Hernández   |     |
| 6     | MED   | Brayan Rovira      |     |
| 14    | MED   | Juan David Ríos    |     |
| 28    | MED   | Luis Miranda       | 45' |
| 10    | MED   | Daniel Cataño      | 66' |
| 21    | MED   | Andrés Ibargüen    |     |
| 27    | DEL   | Gustavo Ramírez    | 78' |
| D. T. | D. T. | Hernán Torres      |     |

| 13 | MED | Santiago Mosquera | 75' |
| 5  | MED | Andrés Balanta    | 85' |
| 19 | DEL | Carlos Lucumí     | 90' |

| 11 | MED | Anderson Plata | 45' |
| 33 | DEL | Jeison Lucumí  | 66' |
| 17 | DEL | Michael Rangel | 78' |

| 33' | Carlos Robles | 1:0 |

| 67' | Andrés Ibargüen | 1:1 |

| 23' · 30' · 78' · 87' · 89' | Jhon Vásquez Ángelo Rodríguez Kevin Velasco Carlos Robles Teófilo Gutiérrez |

| 6' · 23' · 63' · 63' · 76' | Daniel Cataño Gustavo Ramírez Juan David Ríos Andrés Ibargüen José Moya |

| Principal  | Bismarks Santiago |
| Asistentes | John Gallego      |
|            | Diego Flechas     |
| Cuarto     | Jorge Duarte      |

| VAR            | John Perdomo   |
| Asistentes VAR | Mauricio Pérez |

|  |                    |        |        |
|  | Tiros              | 13     | 8      |
|  | Tiros a puerta     | 2      | 3      |
|  | Faltas             | 18     | 11     |
|  | Saques de esquina  | 4      | 6      |
|  | Fueras de juego    | 0      | 1      |
|  | Posesión del balón | 36,3 % | 63,7 % |

| 12    | POR   | Guillermo de Amores |     |
| 17    | DEF   | Aldair Gutiérrez    |     |
| 3     | DEF   | Guillermo Burdisso  |     |
| 2     | DEF   | Jorge Marsiglia     |     |
| 32    | DEF   | Christian Mafla     |     |
| 24    | MED   | Carlos Robles       |     |
| 8     | MED   | Sebastián Leyton    | 85' |
| 70    | MED   | Jhon Vásquez        | 75' |
| 29    | MED   | Teófilo Gutiérrez   |     |
| 21    | MED   | Kevin Velasco       |     |
| 9     | DEL   | Ángelo Rodríguez    | 90' |
| D. T. | D. T. | Rafael Dudamel      |     |

| 1     | POR   | William Cuesta     |     |
| 13    | DEF   | Juan Camilo Angulo |     |
| 3     | DEF   | Julián Quiñones    |     |
| 5     | DEF   | José Moya          |     |
| 20    | DEF   | Junior Hernández   |     |
| 6     | MED   | Brayan Rovira      |     |
| 14    | MED   | Juan David Ríos    |     |
| 28    | MED   | Luis Miranda       | 45' |
| 10    | MED   | Daniel Cataño      | 66' |
| 21    | MED   | Andrés Ibargüen    |     |
| 27    | DEL   | Gustavo Ramírez    | 78' |
| D. T. | D. T. | Hernán Torres      |     |

| 13 | MED | Santiago Mosquera | 75' |
| 5  | MED | Andrés Balanta    | 85' |
| 19 | DEL | Carlos Lucumí     | 90' |

| 11 | MED | Anderson Plata | 45' |
| 33 | DEL | Jeison Lucumí  | 66' |
| 17 | DEL | Michael Rangel | 78' |

| 33' | Carlos Robles | 1:0 |

| 67' | Andrés Ibargüen | 1:1 |

| 23' · 30' · 78' · 87' · 89' | Jhon Vásquez Ángelo Rodríguez Kevin Velasco Carlos Robles Teófilo Gutiérrez |

| 6' · 23' · 63' · 63' · 76' | Daniel Cataño Gustavo Ramírez Juan David Ríos Andrés Ibargüen José Moya |

| Principal  | Bismarks Santiago |
| Asistentes | John Gallego      |
|            | Diego Flechas     |
| Cuarto     | Jorge Duarte      |

| VAR            | John Perdomo   |
| Asistentes VAR | Mauricio Pérez |

|  |                    |        |        |
|  | Tiros              | 13     | 8      |
|  | Tiros a puerta     | 2      | 3      |
|  | Faltas             | 18     | 11     |
|  | Saques de esquina  | 4      | 6      |
|  | Fueras de juego    | 0      | 1      |
|  | Posesión del balón | 36,3 % | 63,7 % |

### Partido de vuelta
| 1     | POR   | William Cuesta     |     |
| 13    | DEF   | Juan Camilo Angulo |     |
| 3     | DEF   | Julián Quiñones    |     |
| 5     | DEF   | José Moya          |     |
| 20    | DEF   | Junior Hernández   |     |
| 6     | MED   | Brayan Rovira      |     |
| 14    | MED   | Juan David Ríos    |     |
| 33    | MED   | Jeison Lucumí      |     |
| 8     | MED   | Raziel García      | 71' |
| 21    | MED   | Andrés Ibargüen    | 85' |
| 17    | DEL   | Michael Rangel     | 78' |
| D. T. | D. T. | Hernán Torres      |     |

| 12    | POR   | Guillermo de Amores |     |
| 17    | DEF   | Aldair Gutiérrez    |     |
| 3     | DEF   | Guillermo Burdisso  |     |
| 2     | DEF   | Jorge Marsiglia     |     |
| 32    | DEF   | Christian Mafla     |     |
| 5     | MED   | Andrés Balanta      |     |
| 8     | MED   | Sebastián Leyton    | 75' |
| 7     | MED   | Jhon Vásquez        |     |
| 21    | MED   | Kevin Velasco       | 83' |
| 11    | MED   | Yony González       | 76' |
| 29    | DEL   | Teófilo Gutiérrez   |     |
| D. T. | D. T. | Rafael Dudamel      |     |

| 30 | MED | Yohandry Orozco       | 71' |
| 9  | DEL | Juan Fernando Caicedo | 78' |
| 26 | MED | Cristian Trujillo     | 85' |

| 24 | MED | Carlos Robles     | 75' |
| 9  | DEL | Ángelo Rodríguez  | 76' |
| 13 | MED | Santiago Mosquera | 83' |

| 54' | Michael Rangel | 1:0 |

| 62' | Juan David Ríos |

| 69' · 89' | Teófilo Gutiérrez Jorge Marsiglia |

| Principal  | John Hinestroza     |
| Asistentes | Wílmar Navarro      |
|            | John Alexander León |
| Cuarto     | Néver Manjarrés     |

| VAR            | Jorge Guzmán   |
| Asistentes VAR | Ricardo García |

|  |                    |        |        |
|  | Tiros              | 12     | 10     |
|  | Tiros a puerta     | 3      | 5      |
|  | Faltas             | 19     | 16     |
|  | Saques de esquina  | 5      | 6      |
|  | Fueras de juego    | 2      | 0      |
|  | Posesión del balón | 51,5 % | 48,5 % |

| 1     | POR   | William Cuesta     |     |
| 13    | DEF   | Juan Camilo Angulo |     |
| 3     | DEF   | Julián Quiñones    |     |
| 5     | DEF   | José Moya          |     |
| 20    | DEF   | Junior Hernández   |     |
| 6     | MED   | Brayan Rovira      |     |
| 14    | MED   | Juan David Ríos    |     |
| 33    | MED   | Jeison Lucumí      |     |
| 8     | MED   | Raziel García      | 71' |
| 21    | MED   | Andrés Ibargüen    | 85' |
| 17    | DEL   | Michael Rangel     | 78' |
| D. T. | D. T. | Hernán Torres      |     |

| 12    | POR   | Guillermo de Amores |     |
| 17    | DEF   | Aldair Gutiérrez    |     |
| 3     | DEF   | Guillermo Burdisso  |     |
| 2     | DEF   | Jorge Marsiglia     |     |
| 32    | DEF   | Christian Mafla     |     |
| 5     | MED   | Andrés Balanta      |     |
| 8     | MED   | Sebastián Leyton    | 75' |
| 7     | MED   | Jhon Vásquez        |     |
| 21    | MED   | Kevin Velasco       | 83' |
| 11    | MED   | Yony González       | 76' |
| 29    | DEL   | Teófilo Gutiérrez   |     |
| D. T. | D. T. | Rafael Dudamel      |     |

| 30 | MED | Yohandry Orozco       | 71' |
| 9  | DEL | Juan Fernando Caicedo | 78' |
| 26 | MED | Cristian Trujillo     | 85' |

| 24 | MED | Carlos Robles     | 75' |
| 9  | DEL | Ángelo Rodríguez  | 76' |
| 13 | MED | Santiago Mosquera | 83' |

| 54' | Michael Rangel | 1:0 |

| 62' | Juan David Ríos |

| 69' · 89' | Teófilo Gutiérrez Jorge Marsiglia |

| Principal  | John Hinestroza     |
| Asistentes | Wílmar Navarro      |
|            | John Alexander León |
| Cuarto     | Néver Manjarrés     |

| VAR            | Jorge Guzmán   |
| Asistentes VAR | Ricardo García |

|  |                    |        |        |
|  | Tiros              | 12     | 10     |
|  | Tiros a puerta     | 3      | 5      |
|  | Faltas             | 19     | 16     |
|  | Saques de esquina  | 5      | 6      |
|  | Fueras de juego    | 2      | 0      |
|  | Posesión del balón | 51,5 % | 48,5 % |

| 1     | POR   | William Cuesta     |     |
| 13    | DEF   | Juan Camilo Angulo |     |
| 3     | DEF   | Julián Quiñones    |     |
| 5     | DEF   | José Moya          |     |
| 20    | DEF   | Junior Hernández   |     |
| 6     | MED   | Brayan Rovira      |     |
| 14    | MED   | Juan David Ríos    |     |
| 33    | MED   | Jeison Lucumí      |     |
| 8     | MED   | Raziel García      | 71' |
| 21    | MED   | Andrés Ibargüen    | 85' |
| 17    | DEL   | Michael Rangel     | 78' |
| D. T. | D. T. | Hernán Torres      |     |

| 12    | POR   | Guillermo de Amores |     |
| 17    | DEF   | Aldair Gutiérrez    |     |
| 3     | DEF   | Guillermo Burdisso  |     |
| 2     | DEF   | Jorge Marsiglia     |     |
| 32    | DEF   | Christian Mafla     |     |
| 5     | MED   | Andrés Balanta      |     |
| 8     | MED   | Sebastián Leyton    | 75' |
| 7     | MED   | Jhon Vásquez        |     |
| 21    | MED   | Kevin Velasco       | 83' |
| 11    | MED   | Yony González       | 76' |
| 29    | DEL   | Teófilo Gutiérrez   |     |
| D. T. | D. T. | Rafael Dudamel      |     |

| 30 | MED | Yohandry Orozco       | 71' |
| 9  | DEL | Juan Fernando Caicedo | 78' |
| 26 | MED | Cristian Trujillo     | 85' |

| 24 | MED | Carlos Robles     | 75' |
| 9  | DEL | Ángelo Rodríguez  | 76' |
| 13 | MED | Santiago Mosquera | 83' |

| 54' | Michael Rangel | 1:0 |

| 62' | Juan David Ríos |

| 69' · 89' | Teófilo Gutiérrez Jorge Marsiglia |

| Principal  | John Hinestroza     |
| Asistentes | Wílmar Navarro      |
|            | John Alexander León |
| Cuarto     | Néver Manjarrés     |

| VAR            | Jorge Guzmán   |
| Asistentes VAR | Ricardo García |

|  |                    |        |        |
|  | Tiros              | 12     | 10     |
|  | Tiros a puerta     | 3      | 5      |
|  | Faltas             | 19     | 16     |
|  | Saques de esquina  | 5      | 6      |
|  | Fueras de juego    | 2      | 0      |
|  | Posesión del balón | 51,5 % | 48,5 % |

| 1     | POR   | William Cuesta     |     |
| 13    | DEF   | Juan Camilo Angulo |     |
| 3     | DEF   | Julián Quiñones    |     |
| 5     | DEF   | José Moya          |     |
| 20    | DEF   | Junior Hernández   |     |
| 6     | MED   | Brayan Rovira      |     |
| 14    | MED   | Juan David Ríos    |     |
| 33    | MED   | Jeison Lucumí      |     |
| 8     | MED   | Raziel García      | 71' |
| 21    | MED   | Andrés Ibargüen    | 85' |
| 17    | DEL   | Michael Rangel     | 78' |
| D. T. | D. T. | Hernán Torres      |     |

| 12    | POR   | Guillermo de Amores |     |
| 17    | DEF   | Aldair Gutiérrez    |     |
| 3     | DEF   | Guillermo Burdisso  |     |
| 2     | DEF   | Jorge Marsiglia     |     |
| 32    | DEF   | Christian Mafla     |     |
| 5     | MED   | Andrés Balanta      |     |
| 8     | MED   | Sebastián Leyton    | 75' |
| 7     | MED   | Jhon Vásquez        |     |
| 21    | MED   | Kevin Velasco       | 83' |
| 11    | MED   | Yony González       | 76' |
| 29    | DEL   | Teófilo Gutiérrez   |     |
| D. T. | D. T. | Rafael Dudamel      |     |

| 30 | MED | Yohandry Orozco       | 71' |
| 9  | DEL | Juan Fernando Caicedo | 78' |
| 26 | MED | Cristian Trujillo     | 85' |

| 24 | MED | Carlos Robles     | 75' |
| 9  | DEL | Ángelo Rodríguez  | 76' |
| 13 | MED | Santiago Mosquera | 83' |

| 54' | Michael Rangel | 1:0 |

| 62' | Juan David Ríos |

| 69' · 89' | Teófilo Gutiérrez Jorge Marsiglia |

| Principal  | John Hinestroza     |
| Asistentes | Wílmar Navarro      |
|            | John Alexander León |
| Cuarto     | Néver Manjarrés     |

| VAR            | Jorge Guzmán   |
| Asistentes VAR | Ricardo García |

|  |                    |        |        |
|  | Tiros              | 12     | 10     |
|  | Tiros a puerta     | 3      | 5      |
|  | Faltas             | 19     | 16     |
|  | Saques de esquina  | 5      | 6      |
|  | Fueras de juego    | 2      | 0      |
|  | Posesión del balón | 51,5 % | 48,5 % |

|                                     |
| Bandera de Colombia                 |
| Campeón Deportes Tolima 1.er título |